# Habitatge al carrer Sant Miquel, 4 (Sant Vicenç dels Horts)
Els Habitatge al carrer Sant Miquel, 4 és una obra del municipi de Sant Vicenç dels Horts (Baix Llobregat) inclosa en l'Inventari del Patrimoni Arquitectònic de Catalunya.

## Descripció
Es tracta d'un edifici de planta baixa i dos pisos amb façana de composició simètrica mitjançant les obertures, els buits cecs, les carteles i motllures. Portes i finestres tenen llindes i restes d'esgrafiats als brancals. Els buits cecs de la façana E conserven restes de pintura. A l'alçada del segon pis hi ha una sanefa amb relleu picat de dibuix repetitiu, a base de fullam i flors. El coronament consta de cornisa ondulada, frontó, ornament de flors i filigrana.

## Història
És un edifici construït per Joan mata l'any 1912 com a habitatge i magatzem. Durant els anys 1900-1925 Joan Mata fou el contractista més important de la comarca del Baix Llobregat.